# Kuczka

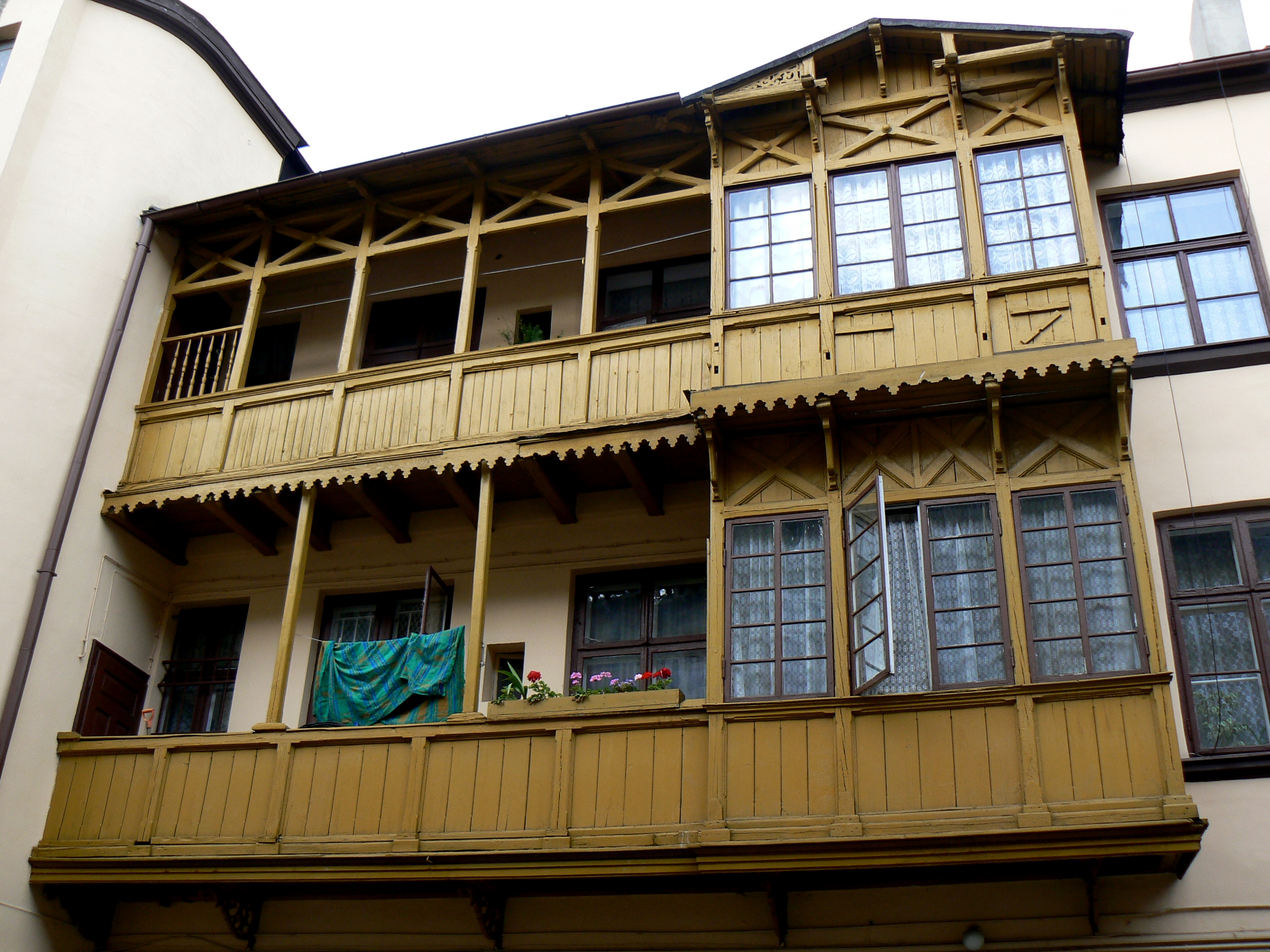
Drewniana kuczka, znajdująca się w podwórzu przy ulicy Piotrkowskiej 40 w Łodzi

Kuczka (sukka, hebr. סוכה) – szałas budowany w święto Sukkot, także altanka lub drewniany ganek przy bożnicy, służący do obchodów tego święta.
Ma przypominać Żydom, w jakich warunkach musieli mieszkać w czasie wędrówki z Egiptu. Ortodoksi mieszkają w nich przez cały czas podczas tych świąt (siedem dni), a umiarkowani ortodoksi i reformowani korzystają z nich tylko w czasie modlitw przy synagogach. Szałasy przystraja się owocami z Izraela.

## Dawne i współczesne kuczki

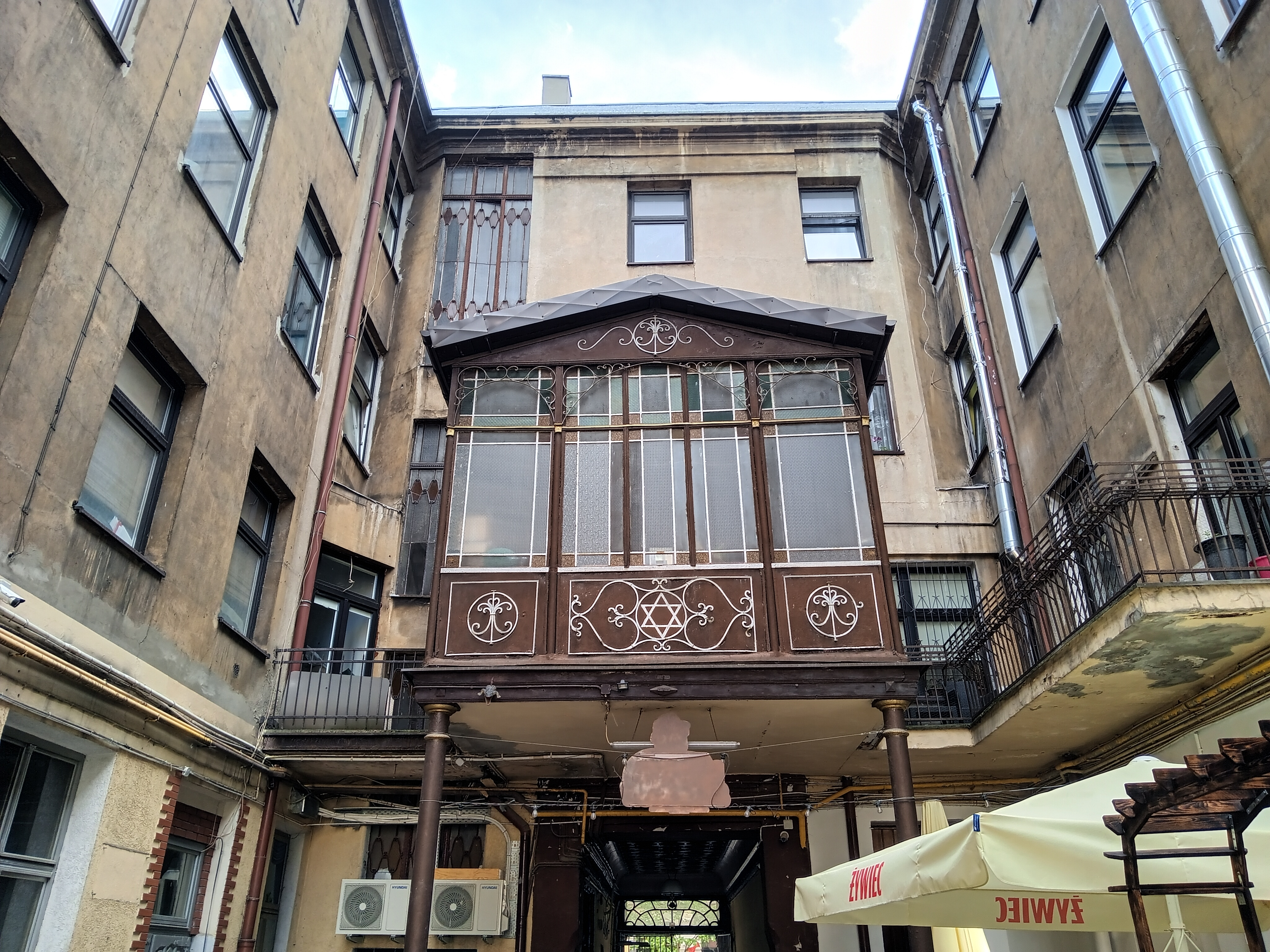
Drewniana kuczka w podwórzu przy ulicy Piotrkowskiej 88 w Łodzi
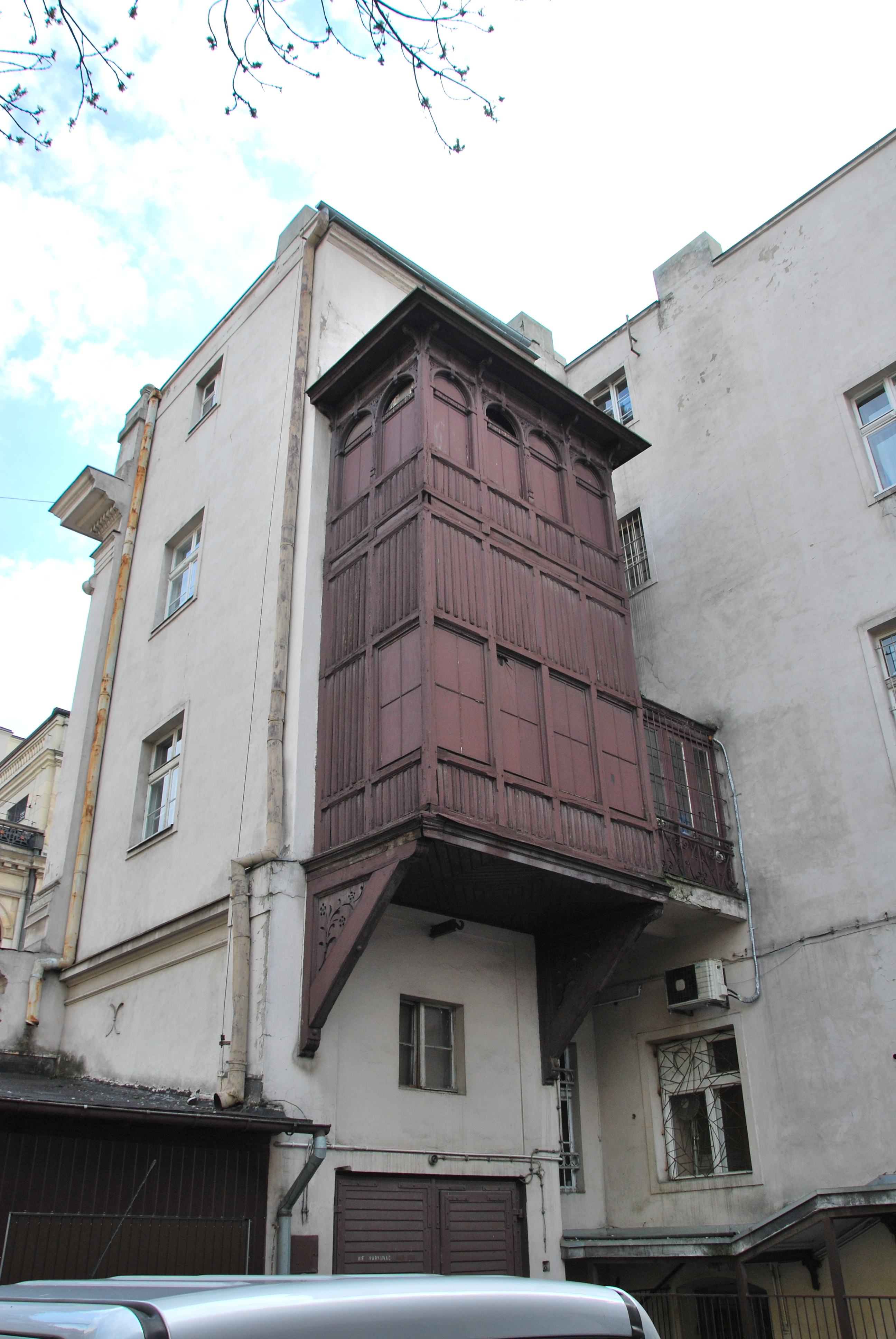
Kuczka w podwórzu przy ulicy 6 Sierpnia 5 w Łodzi
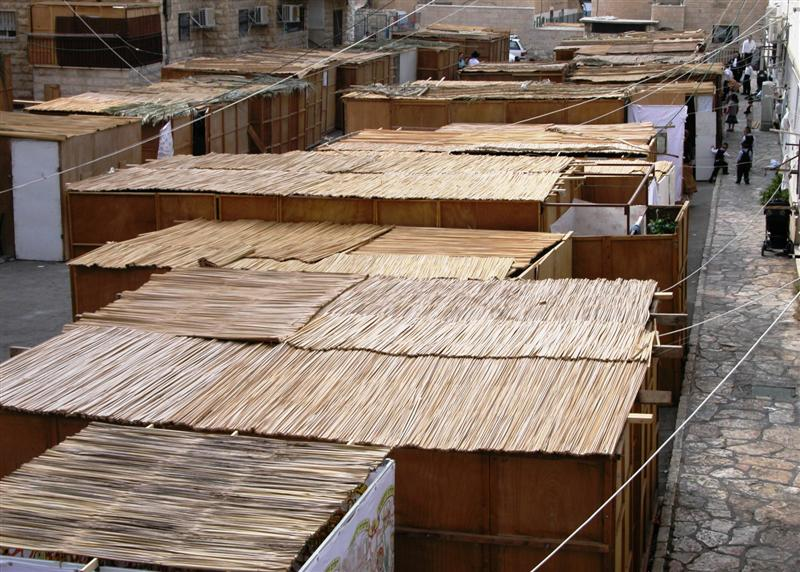
Miasteczko kuczek w Jerozolimie
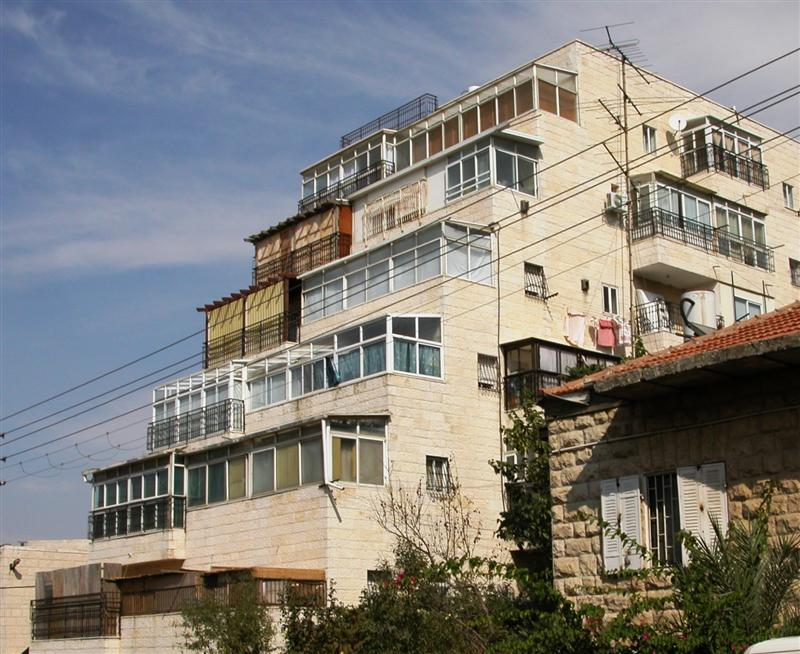
Kuczki w Jerozolimie